# Death and Progress
Death and Progress — студийный альбом группы Diamond Head, вышедший в 1993 году на лейбле Castle Music Ltd.

## Об альбоме
Death and Progress первый диск Diamond Head’s после записи диска Canterbury, выпущенного десятью годами ранее. Альбом был смикширован Эндрю Скартом, известным по предыдущим работам с такими группами, как Bad Company и Foreigner. Звучание альбома намного чище и выверенней чем предыдущие три работы. Для записи альбома были приглашены Тони Айомми из Black Sabbath и Дэйв Мастейн из Megadeth, который заручился поддержкой собственного продюсера Макса Нормана. Некоторые треки с этого диска были выпущены в 1992 году на EP Rising Up.

## Список композиций
Все композиции написаны Шоном Харрисом и Брайаном Татлером, первая песня — в соавторстве с Тони Айомми
1. «Starcrossed (Lovers of the Night)»
2. «Truckin’»
3. «Calling Your Name (The Light)»
4. «I Can’t Help Myself»
5. «Paradise»
6. «Dust»
7. «Run»
8. «Wild on the Streets»
9. «Damnation Street»
10. «Home»

## Участники записи
- Шон Харрис — вокал
- Брайан Татлер — гитара
- Пит Вукович — бас-гитара, бэк-вокал
- Эдди Мухан — бас-гитара (песни № 4 и № 8)
- Карл Уилкокс — ударные
- Тони Айомми — гитара (песня № 1)
- Дэйв Мастейн — гитара (песня № 2)